# Eratoneura continua
Eratoneura continua är en insektsart som först beskrevs av Knull och Auten 1937.  Eratoneura continua ingår i släktet Eratoneura och familjen dvärgstritar. Inga underarter finns listade i Catalogue of Life.